# Ломели, Брэндон
Брэндон Умберто Ломели Марин (исп. Brandon Humberto Lomelí Marín; род. 10 ноября 2006) — мексиканский футболист, полузащитник клуба «Некакса».

## Клубная карьера
Ломели — воспитанник клуба «Некакса».

## Международная карьера
В 2023 году в составе юношеской сборной Мексики Ломели выиграл юношеском Кубке КОНКАКАФ в Гватемале. На турнире он сыграл в матчах против сборных Кюрасао, Никарагуа, Сальвадора, США и Панамы. В поединке против панамцев Брэндон забил гол.
В том же году Ломели принял участие в юношеском чемпионате мира в Индонезии. На турнире он сыграл в матчах против команд Германии, Венесуэлы, Новой Зеландии и Мали.

## Достижения
Международные
 Мексика (до 17)
- Победитель Юношеского кубка КОНКАКАФ — 2023